# Канъя Мияути
Канъя Мияу́ти (яп. 宮内寒弥 Мияути Канъя, 29 февраля 1912 — 5 марта 1983) — японский писатель-прозаик, литературный переводчик. Работал под псевдонимом, настоящее имя — Сиро Икэгами. Лауреат премии Тайко Хирабаяси (1978).

## Биография
Родился в городе Окаяма в семье учителя японского языка, а в 1923 году вместе с родителями переехал на территорию губернаторства Карафуто (Южный Сахалин), в город Оодомари (ныне Корсаков). На следующий год пошёл в среднюю школу, директором которой был назначен его отец. С апреля 1930 по 1935 год обучался на отделении английской литературы в университете Васэда (Токио), окончив который начал карьеру профессионального писателя. В 1944 году был призван в корпус морской пехоты в городе Куре, где служил в шифровальной комнате командного пункта ПВО, а позже матросом.

## Творчество
Дебютировал незадолго до окончания университета в самиздатовском журнале «Гуманитарные науки Васэда», издаваемом начинающими авторами за счёт членских взносов. На страницах этого журнала были опубликованы такие произведения, как «Первая печаль» (1933), «Туман» (1934), «Колокольчик пастуха» (1934), «Лодка» (1934) и «Эдзо» (1934), действие которых происходило на Карафуто и отражали подростковые впечатления автора. В 1935 году за рассказ «Центральные горы» (яп. 中央高地), впоследствии положенный в основу одноимённого сборника (1938), также посвящённого воспоминаниям юности, был номинирован на вторую премию Акутагавы. О пережитом во время военной службы поведал в сборнике «Похоронная песня флота» (яп. 艦隊葬送曲, 1947). Перевёл на японский язык произведения Александра Дюма-сына («Дама с камелиями», 1962) и Стендаля («Красное и чёрное», 1968). В 1978 году за автобиографический роман «Ситиригахама» (яп. 七里ケ浜) удостоен премии Тайко Хирабаяси.